# Chilo sacchariphagus
Chilo sacchariphagus là một loài bướm đêm trong họ Crambidae.